# Argentonne
L’Argentonne est un ruisseau du sud-ouest de la France du département de la Charente, en région Nouvelle-Aquitaine, et un affluent de la Tude, donc un sous-affluent de la Dordogne par la Dronne.

## Géographie
L'Argentonne prend sa source vers 120 mètres d'altitude sur la commune de Bardenac, 500 mètres à l'est du bourg, près du lieu-dit la Tuilerie.
Elle baigne Yviers, se sépare en deux bras sur près d'un kilomètre en amont de Rioux-Martin qu'elle arrose, puis longe la commune de Chalais.
Elle rejoint la Tude en rive droite, sur la commune de Médillac, environ 500 mètres au sud-est du village de Médillac, au niveau du pont de Pilatrot, vers 33 mètres d'altitude.
Sa longueur est de 10,9 km.

### Communes et cantons traversés
Dans le seul département de la Charente, l'Argentonne traverse cinq communes et un canton, soit d'amont vers l'aval : Bardenac (source), Yviers, Rioux-Martin, Chalais, Médillac (confluence).
En termes de cantons, l'Argentonne prend source et conflue dans le même canton de Chalais, dans l'arrondissement d'Angoulême.

### Bassin versant
La superficie du bassin versant de l'Argentonne, non déterminée, est incluse dans la seule zone hydrographique « La Tude du confluent de la Viveronne au confluent de la Dronne (P378) » qui s'étend sur 324 km2. Celle-ci est composée à 72,41 % de territoires agricoles, à 26,22 % de forêts et milieux semi-naturels, à 1,32 % de territoires artificialisés. 

## Affluents
Toujours dans le même canton, l'Argentonne a sept affluents contributeurs référencés, dont les deux plus longs sont, en rive droite :
- le ruisseau de la Tannerie, 3,8 km, sur la commune d'Yviers[3] ;
- le ruisseau de l'étang de chez Gerbeau, 3,5 km, sur la commune de Rioux-Martin[4].

## Aménagements
Une station qualité (05031050) est installée à Médillac à la confluence avec la Tude.